# Matt Todd
Matt Todd (* 24. März 1988 in Christchurch, Neuseeland) ist ein neuseeländischer Rugby-Union-Spieler auf der Position des Flügelstürmers.
Todd ist ein Mitglied des Rugbyvereins Christchurch RFC. Seit 2009 spielt er für die Auswahlmannschaft der Canterbury RFU in der neuseeländischen Rugbymeisterschaft. Mit ihr wurde er 2009, 2010 und 2011 Meister. Außerdem gewann er mit Canterbury 2009 (vier erfolgreiche Verteidigungen) sowie 2010 (eine erfolgreiche Verteidigung) den Ranfurly Shield.
Aufgrund seiner Leistungen wurde er 2011 in den Kader der Crusaders berufen. Diese spielen im internationalen Super Rugby. Ein Jahr zuvor war er bereits ein Spieler ihres erweiterten Trainingskaders gewesen. Gleich in seiner ersten Saison lief er in 17 von 18 Partien für die Crusaders auf, da er für den in der Saison lange verletzten Richie McCaw in die Stammmannschaft rückte, bis dieser wieder genesen war. Er erreichte mit ihnen das Finale, was sie jedoch mit 13:18 gegen die australischen Reds verloren.